# Pandanus krauelianus
Pandanus krauelianus är en enhjärtbladig växtart som beskrevs av Karl Moritz Schumann. Pandanus krauelianus ingår i släktet Pandanus och familjen Pandanaceae. Växten förekommer från Moluckerna till Papuasien och norra Queensland i Australien. Inga underarter finns listade.